# Infiniti QX30
A Infiniti QX30 é um veículo crossover SUV subcompacto fabricado e vendido pela marca Infiniti, divisão de luxo da Nissan, a partir de 2016. Baseado no Q30, oferece maior altura de passeio. A produção foi interrompida em meados de 2019 quando a marca se retirou da Europa ao mesmo tempo.